# New Baltimore (Michigan)
New Baltimore – miasto w Stanach Zjednoczonych, w stanie Michigan, w hrabstwie Macomb, położone nad jeziorem St. Clair.